# Уравнения на Максуел
Уравненията на Максуел или уравнения на Максуел-Херц са система от 4 уравнения, обобщени от Джеймс Кларк Максуел, които описват поведението на електрическото, магнитното и електромагнитното поле, както и взаимодействието им с веществени среди.

## Въведение
Четирите уравнения на Максуел показват:
- взаимната зависимост на електрическото и магнитно полета;
- съществуването на електромагнитни вълни;
- крайната скорост на разпространение на електромагнитните вълни;
- разпространението на електромагнитното поле със скоростта на светлината, както и природата на светлината като електромагнитна вълна.

През 1864 г. Максуел е първият, който обединява четирите основни уравнения на електромагнетизма в обща система. Той е и първият, който обръща внимание, че е необходима корекция на закона на Ампер, а именно: променливото електрическо поле създава магнитно поле, както и че последното се създава и от токове на електрична индукция.
Освен това Максуел показва, че вълните, създадени от колебаещи се електрически и магнитни полета, се разпространяват във вакуум със скорост, която може да бъде предсказана с прости експерименти. Използвайки тогавашните данни, Максуел получил скорост от 310 740 000 m/s.
През 1865 г. Максуел пише:
„Тази скорост е толкова близка до тази на светлината, че изглежда имаме сериозна причина да заключим, че самата светлина е електромагнитно смущение във формата на вълни, разпространявано посредством електромагнитно поле и според законите за електромагнетизма.“
Максуел се оказва прав в това предположение, въпреки че не доживява неговото потвърждение (от Хайнрих Херц през 1888 г., който между другото е отричал наличието на електромагнитни вълни). Качественото характеризиране на светлината като електромагнитна вълна се счита за един от най-големите триумфи на физиката на XIX век. Всъщност Майкъл Фарадей постулира същата представа за светлината през 1846 г., но не успява да даде качествено обяснение или да предскаже светлинната скорост. Това откритие полага основите на много бъдещи развои във физиката, като специалната теория на относителността.

## История на уравненията на Максуел и относителността
Оригиналната формулировка на Максуел от 1865 г. включва 20 уравнения и 20 променливи, но днес няколко от уравненията се считат за помощни.
Модерната математическа формулировка на уравненията на Максуел е дело на Оливър Хевисайд и Уилард Гибс, които през 1884 г. преформулират оригиналната система уравнения на Максуел до много по-опростено представяне, използвайки векторен анализ. Преминаването към векторни изрази създава симетрично математическо представяне, което подсилва възприятието за физическа симетрия между различните полета.
Тази силно симетрична формулировка може да бъде пряко свързана с бъдещи фундаментални открития във физиката.
Към края на XIX век физиците предполагат, че според класическата физика светлината се разпространява в хипотетична неподвижна среда, която наричат светлинен етер. Според уравненията на Максуел скоростта на светлината като електромагнитна вълна във вакуум е
{\displaystyle c={\frac {1}{\sqrt {\varepsilon _{0}\mu _{0}}}}}, 
където ε0 е диелектричната константа и μ0 е магнитната константа.
Когато етерът е отречен чрез експеримента на Майкелсън-Морли, Лоренц и други търсят алтернативни решения, които кулминират със създаването на специалната теория на относителността от Айнщайн, която предполага отсъствието на абсолютна координатна система в покой (или етер). Теорията постулира също така и инвариантност на уравненията на Максуел във всички относителни (инерциални) координатни системи.
Уравненията за електромагнитното поле имат вътрешна връзка със специалната теория на относителността: уравненията за магнитното поле могат да бъдат изведени от преобразуването на уравненията за електрическото поле при релативистки трансформации при ниски скорости. (При относителността, уравненията са написани дори в по-компактна, „ковариантна“ форма, изразени като полеви тензор-4 от ранг-2, който обединява в едно магнитното и електрическото полета).
Калуца и Клайн показват (1920), че уравненията на Максуел могат да се изведат чрез разширяване на общата теория на относителността така, че да обхване пет измерения. Тази стратегия за използване на повече измерения за обединяване на различни сили се прилага във физиката на елементарните частици.

## Общи сведения
Електрическото и магнитно полета се характеризират с аналогични векторни величини: 
{\displaystyle \mathbf {E} } – вектор на интензитета на електрическото поле,

{\displaystyle \mathbf {H} } – вектор на интензитета на магнитното поле,

{\displaystyle \mathbf {D} } – вектор на електричната индукция или електричeското сместване,

{\displaystyle \mathbf {B} } – вектор на магнитната индукция.
Те са свързани с равенствата
{\displaystyle \mathbf {D} =\varepsilon \mathbf {E} } и
{\displaystyle \mathbf {B} =\mu \mathbf {H} ,}
чрез скаларните параметри на средата:
{\displaystyle \varepsilon } – диелектрична проницаемост и
{\displaystyle \mu } – магнитна проницаемост.
Други скаларни параметри на средата са:

{\displaystyle \sigma } – специфична проводимост и
{\displaystyle \rho } – обемна плътност на електрическите заряди.
Всички променливи с удебелен шрифт представляват векторни величини.
Силата, упражнена върху заредена частица от електрическото и магнитно полета, се получава от уравнението на Лоренц:
{\displaystyle \mathbf {F} =q(\mathbf {E} +\mathbf {v} \times \mathbf {B} ),}
където
q e зарядът на частицата,
v e векторът скорост на движение на частицата.
В най-общия случай векторните и скаларни параметри на средата се изменят във времето и пространството. 
Уравненията на Максуел са приложими главно за макроскопично усреднени полета, които могат да се променят динамично в микромащаб (в околността на отделните атоми, където са подложени и на квантово-механични ефекти). Само в този макроскопичен смисъл (на усреднени стойности на полето) може да се дефинират величини като диелектричната и магнитна проницаемост на материалите. (В микроскопичен план, но игнорирайки квантовите ефекти, уравненията на Максуел са тези във вакуум, но по принцип трябва да се включат и всички заряди на атомно ниво и т.н., което е трудно решим проблем).
Видът на уравненията зависи от преносната среда.

## Линейни среди
Линейни са средите, в които параметрите на средата {\displaystyle \varepsilon }, {\displaystyle \mu }, {\displaystyle \sigma } и {\displaystyle \rho } не зависят от интензитета на полето. Ако някой от параметрите на средата зависи от интензитета на полето, средата е нелинейна. Всеки материал може да бъде разглеждан като линеен, докато електрическото поле не е изключително силно.
Ако параметрите са постоянни във всички точки на средата, тя е еднородна или хомогенна; ако са различни, е нееднородна или нехомогенна.
Ако параметрите на средата са постоянни във всички посоки, средата е изотропна; в противен случай е анизотропна.

### Линейни веществени среди
В линейна изотропна среда {\displaystyle \varepsilon }, {\displaystyle \mu }, {\displaystyle \sigma } и {\displaystyle \rho } са скалари, независими от времето, и уравненията на Максуел придобиват вида, записан най-често в следните две форми: 
| {\displaystyle \nabla \times \mathbf {H} =\mathbf {J_{e}} +\varepsilon {\frac {\partial \mathbf {E} }{\partial t}}} {\displaystyle \nabla \times \mathbf {E} =-{\frac {\partial \mathbf {B} }{\partial t}}} {\displaystyle \nabla \cdot \mathbf {D} =\rho } {\displaystyle \nabla \cdot \mathbf {B} =0} Тук набла {\displaystyle \nabla } е векторният оператор на Хамилтън градиент, {\displaystyle \mathbf {J_{e}} } е векторът плътност на електрическия ток на проводимост, {\displaystyle \rho } е обемната плътност на електрическите заряди. | {\displaystyle \operatorname {rot} \mathbf {H} =\sigma \mathbf {E} +\varepsilon {\frac {\partial \mathbf {E} }{\partial t}}} {\displaystyle \operatorname {rot} \mathbf {E} =-\mu {\frac {\partial \mathbf {H} }{\partial t}}} {\displaystyle \operatorname {div} \mathbf {E} ={\frac {\rho }{\varepsilon }}} {\displaystyle \operatorname {div} \mathbf {H} =0} {\displaystyle \sigma } е специфичната проводимост на средата, {\displaystyle \varepsilon } е диелектрична проницаемост на средата, {\displaystyle \mu } е магнитна проницаемост на средата. |

Четвъртото уравнение {\displaystyle \operatorname {div} \mathbf {H} =0} показва, че винаги магнитните силови линии са непрекъснати и е еквивалентно на твърдението, че не съществуват магнитни заряди (мóнополи).
В изотропни и хомогенни среди {\displaystyle \varepsilon } и {\displaystyle \mu } са константи, независими от положението в пространството, и така могат да бъдат взаимозаменяеми в различните производни по посока.
В по-общ случай ε и μ могат да бъдат тензори от ранг-2 (матрици 3х3) описващи двойно пречупващи (анизотропни) материали. Също, въпреки че за много цели зависимостта време/честота за тези константи може да се пренебрегне, всеки веществен обект проявява материална дисперсия, при която ε и/или μ зависят от честотата.

### Вакуум, без заряди и токове
Вакуумът е линейна, хомогенна, изотропна, бездисперсионна среда и константите на пропорционалност във вакуум са означени с ε0 и μ0 (пренебрегвайки незначителни нелинейности от квантови ефекти). Във вакуум и при отсъствие на токове и електрически заряди ({\displaystyle \mathbf {J_{e}} =0}, {\displaystyle \rho =0}) се получават уравненията на Максуел в пустота (абсолютен вакуум):
{\displaystyle \nabla \times \mathbf {B} =\mu _{0}\varepsilon _{0}{\frac {\partial \mathbf {E} }{\partial t}}}
{\displaystyle \nabla \times \mathbf {E} =-{\frac {\partial \mathbf {B} }{\partial t}}}
{\displaystyle \nabla \cdot \mathbf {E} =0}
{\displaystyle \nabla \cdot \mathbf {B} =0}
Третото уравнение {\displaystyle \nabla \cdot \mathbf {E} =0} показва, че в идеална диелектрична среда и електричните силови линии са непрекъснати – те са затворени линии. 
Тези уравнения имат просто решение в израз на бягащи синусоидални плоски вълни, с взаимно перпендикулярни посоки на електрическия и магнитен интензитет и перпендикулярни на посоката на разпространение. Двете полета са във фаза и се разпространяват със скорост:
{\displaystyle c={\frac {1}{\sqrt {\varepsilon _{0}\mu _{0}}}}}
Максуел открива, че тази величина с е просто скоростта на светлината във вакуум и така също, че светлината е форма на електромагнитно лъчение. Диелектричната и магнитна проницаемости на вакуума имат стойности
{\displaystyle \varepsilon _{0}={\frac {1}{36\pi }}.10^{-9}{\frac {F}{m}}}
{\displaystyle \mu _{0}=4\pi .10^{-7}{\frac {H}{m}}}
Замествайки тези стойности във формулата за скоростта, се получава:
{\displaystyle c={\frac {1}{\sqrt {{\frac {4\pi }{36\pi }}.10^{-9}.10^{-7}}}}={\frac {1}{\sqrt {{\frac {1}{9}}.10^{-16}}}}={\frac {1}{{\frac {1}{3}}.10^{-8}}}=3.10^{8}{\frac {m}{s}}}
Тази стойност е скоростта на светлината във вакуум и показва, че във вакуум всяка електромагнитна вълна се разпространява със скоростта на светлината, независимо от честотата.

### Теорема на Гаус
Третото уравнение на Максуел е известно като теорема на Гаус: 
{\displaystyle \nabla \cdot \mathbf {D} =\rho _{\text{c}}} или
{\displaystyle \operatorname {div} \mathbf {D} =\rho _{\text{c}},}
където ρc е плътността на свободните електрически заряди (в единици C/m3), която не включва свързаните диполни заряди във веществото. Това уравнение съответства на закона на Кулон за стационарни заряди във вакуум.
Еквивалентната интегрална форма, още известна като закон на Гаус, е:
{\displaystyle \oint \limits _{S}\mathbf {D} \cdot d\mathbf {S} =Q_{\text{c}}}
където {\displaystyle d\mathbf {S} } е диференциален вектор-площ върху затворената повърхнина {\displaystyle \mathbf {S} } с посока, определяна от нормалата, насочена навън от повърхнината, а Qc е свободният заряд, обхванат от повърхнината.
Ако се отчетат всички заряди QB, обхванати от повърхнината, включително свободните и свързаните диполни заряди, с пълна обемна плътност ρв, теоремата на Гаус за линейни среди може да се запише във вида
{\displaystyle \nabla \cdot \mathbf {D} =\rho _{\text{B}},}
{\displaystyle \operatorname {div} \mathbf {D} =\rho _{\text{B}},} или
{\displaystyle \oint \limits _{S}\mathbf {D} \cdot d\mathbf {S} =Q_{\text{B}}.}

### Структура на магнитното поле
Четвъртото уравнение на Максуел може да се запише във вида
{\displaystyle \nabla \cdot \mathbf {B} =0} или
{\displaystyle \operatorname {div} \mathbf {B} =0,}
където В е магнитната индукция [Т], също наричана плътност на магнитния поток. 
Интегрална форма:
{\displaystyle \oint \limits _{S}\mathbf {B} \cdot d\mathbf {S} =0}
{\displaystyle d\mathbf {S} } е диференциалната площ от повърхнината {\displaystyle \mathbf {S} } с посока, съвпадаща с тази на нормалата, насочена навън от повърхнината.
Както интегралът на електрическото поле, това уравнение е в сила, само ако се отнася за затворена повърхност.
Това уравнение се отнася за структурата на магнитното поле, защото то изразява, че за произволен обемен елемент нетната големина на векторните компоненти, които сочат вън от повърхнината, обхващаща обема, трябва да е равна на нетната големина на векторните компоненти, които сочат към повърхнината. Структурно това означава, че линиите на магнитното поле са затворени непрекъснати линии (контури). Казано по друг начин, магнитните линии не могат да водят началото си от някъде. Опитът да се проследят линиите до техния източник или крайна точка в края на краищата води до връщане до стартовата точка. Следователно това е математическа формулировка на допускането, че няма магнитни заряди (мòнополи).

## Общ вид на уравненията
| Наименование                                                    | Диференциална форма | Интегрална форма |
| --------------------------------------------------------------- | --- | --- |
| Закон на Ампер за пълния ток (в разширения от Максуел вариант): | {\displaystyle \operatorname {rot} \mathbf {H} =\sigma \mathbf {E} +\varepsilon {\frac {\partial \mathbf {E} }{\partial t}}} или {\displaystyle \nabla \times \mathbf {H} =\mathbf {J_{e}} +{\frac {\partial \mathbf {D} }{\partial t}}} | {\displaystyle \oint \limits _{C}\mathbf {H} \cdot d\mathbf {l} =\int \limits _{S}\mathbf {J_{e}} \cdot d\mathbf {S} +{d \over dt}\int \limits _{S}\mathbf {D} \cdot d\mathbf {S} } |
| Закон на Фарадей: за промяна на магнитната индукция             | {\displaystyle \operatorname {rot} \mathbf {E} =-\mu {\frac {\partial \mathbf {H} }{\partial t}}} или {\displaystyle \nabla \times \mathbf {E} =-{\frac {\partial \mathbf {B} }{\partial t}}}                                            | {\displaystyle \oint \limits _{C}\mathbf {E} \cdot d\mathbf {l} =-\ {d \over dt}\int \limits _{S}\mathbf {B} \cdot d\mathbf {S} }                                                   |
| Закон на Гаус относно поток на електрическата индукция          | {\displaystyle \operatorname {div} \mathbf {E} ={\frac {\rho }{\varepsilon }}} или {\displaystyle \nabla \cdot \mathbf {D} =\rho } | {\displaystyle \oint \limits _{S}\mathbf {D} \cdot d\mathbf {S} =\int \limits _{V}\rho \cdot dV}                                                                                    |
| Закон на Гаус относно поток на магнитната индукция              | {\displaystyle \operatorname {div} \mathbf {H} =0} или {\displaystyle \nabla \cdot \mathbf {B} =0} | {\displaystyle \oint \limits _{S}\mathbf {B} \cdot d\mathbf {S} =0} |

## Означения и измервателни единици на използваните величини
(съгласно международно приетата система SI): 
| Символ                           | Значение | Измервателна единица в SI                 |
| -------------------------------- | --- | ----------------------------------------- |
| {\displaystyle \mathbf {E} }     | Интензитет на електрическото поле | V/m волт на метър                         |
| {\displaystyle \mathbf {H} }     | Интензитет на магнитното поле | A/m ампер на метър                        |
| {\displaystyle \mathbf {D} }     | Електрическа индукция (плътност на електрическия поток)                                                                              | C/m2 кулон на кв. метър                   |
| {\displaystyle \mathbf {B} }     | Магнитна индукция, наричана също плътност на магнитния поток или магнитно поле                                                       | T или Wb/m2 тесла, или вебер на кв. метър |
| {\displaystyle \mathbf {\Phi } } | Магнитeн поток | Wb вебер                                  |
| {\displaystyle \mathbf {J} }     | Плътност на електрическия ток не включва поляризационните токове и токовете на намагнитване в средата                                | A/m2 ампер на кв. метър                   |
| {\displaystyle \ \rho \ }        | Плътност на свободните електрически заряди не се включват свързаните диполни двойки                                                  | C/m3 кулон на куб. метър                  |
| {\displaystyle \ \varepsilon \ } | Диелектрична проницаемост | F/m фарад на метър                        |
| {\displaystyle \ \mu \ }         | Магнитна проницаемост | H/m хенри на метър                        |
| {\displaystyle \ \sigma \ }      | Специфична проводимост | S/m сименс на метър                       |
| {\displaystyle d\mathbf {S} }    | Диференциален вектор, равен по дължина на площта на пренебрежимо малка област, с посока по нормалата към повърхността на тази област | m2 кв. метър                              |
| {\displaystyle dV\ }             | Диференциален елемент от обема V, заграден от повърхност S                                                                           | m3 куб. метър                             |
| {\displaystyle d\mathbf {l} }    | Диференциален вектор на елемента от пътя, с посока по тангентата към затворен контур C, заграждащ площ S                             | m метър                                   |
| {\displaystyle \nabla \cdot }    | Оператор дивергенция | 1/m на метър                              |
| {\displaystyle \nabla \times }   | Ротация или завихряне | 1/m на метър                              |